# 大洛希尼

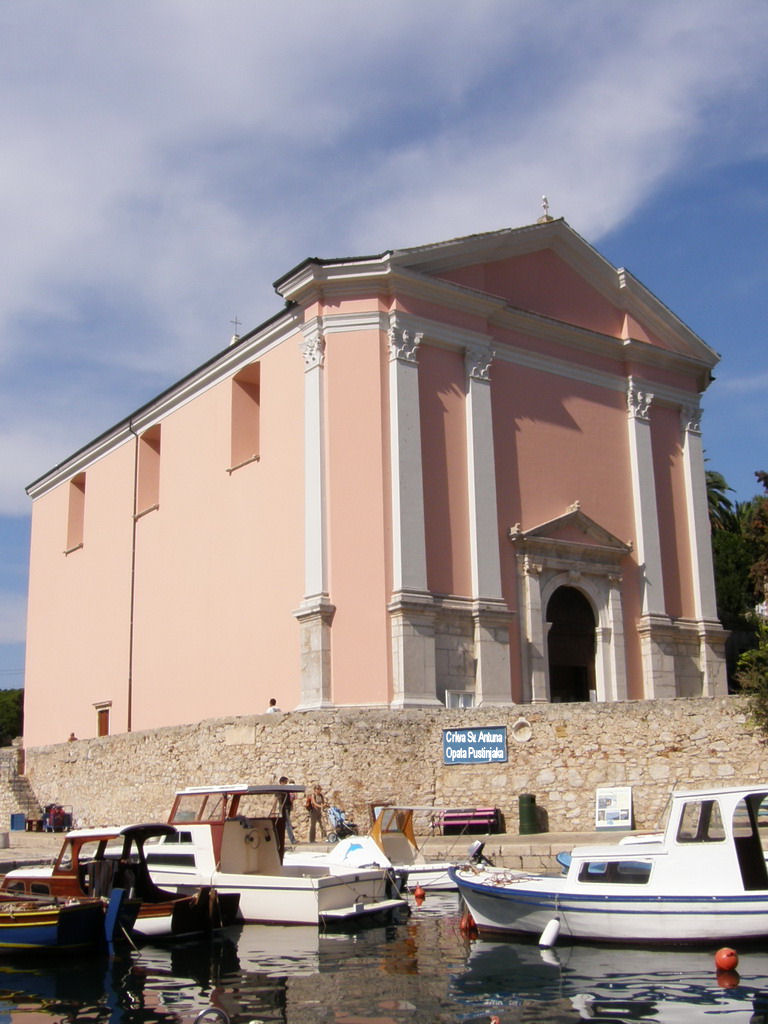
圣安多尼堂

大洛希尼（Veli Lošinj）是克罗地亚西部亚得里亚海上洛希尼岛南部的一个村庄，属于滨海和山区县，位于该岛的行政中心小洛希尼镇以东3公里。小洛希尼和大洛希尼在海岸形成连成一片的聚落。
大洛希尼气候温和，适合旅游。直到19世纪末，这是一个重要的港口和渔业中心。今天，这里是一个旅游和芳香疗法的中心。根据2011年人口普查，大洛希尼拥有901名居民。

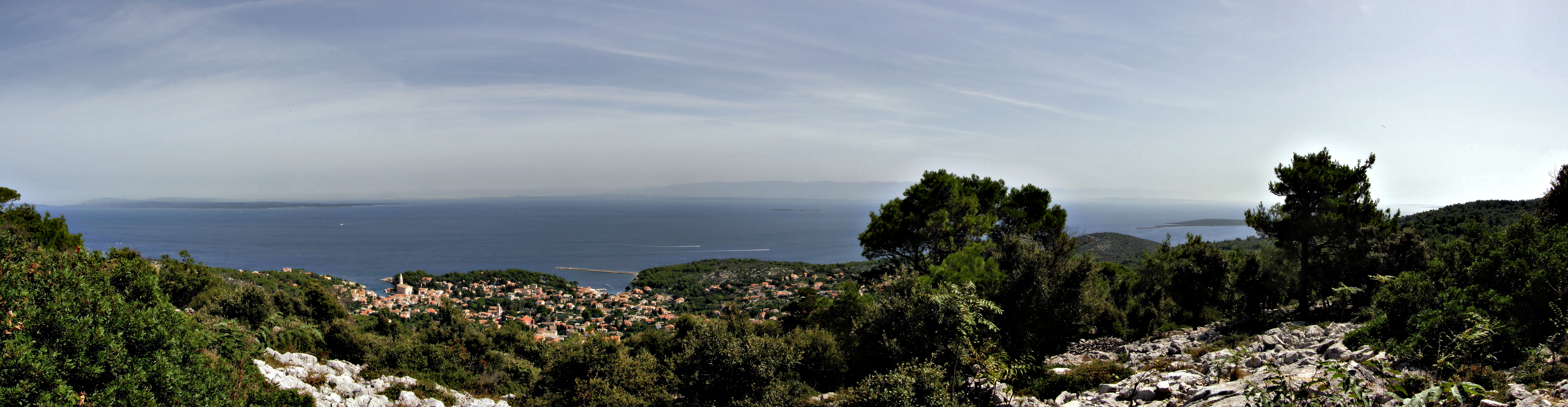

## 历史
在古代，洛希尼岛上无人居住，处于运河北侧的奥索尔城的统治下，当时该城已有2万居民。由于奥索尔发生瘟疫，主教的驻地曾一度迁移到大洛希尼。一年后，主教区撤销，被并入克尔克岛的主教区。 
大洛希尼首次见于记载可追溯到1398年，名为“Velo selo”。该镇最古老的核心建于13世纪和14世纪之间，围绕着14世纪的罗马式教堂圣尼古拉堂。15世纪建造的防守塔至今尚存，保卫港口和村镇，同时也保护当地居民免受海盗袭击。在17世纪，该镇继续呈环绕大洛希尼湾的圆形形态发展。村镇外观呈巴洛克风格，有一个靠近海边的中心广场，和两条主要街道，一条通往Velo Selo，另一条通往Rovenska 渔村，那里是石砌的房屋。
圣安多尼堂的历史可追溯到15世纪。在17世纪，拆除较小的老教堂，于1774年在其基础上开始建造更大的教堂，为巴洛克风格，屹立至今。该堂拥有克瓦内尔群岛最丰富的意大利大师的艺术收藏之一，包括：巴洛缪奥·比瓦里尼、 贝尔纳多·斯特罗齐、Lattanzio Querena、弗朗切斯科·海斯、弗朗切斯科·德·科萨、F. Polenzo。
位于韦利洛希尼港口不远处的圣玛丽亚堂，又名“天神之后圣母堂”，建于1510年。后来，该堂按巴洛克风格进行了翻新。它包含威尼斯画家的艺术收藏品：F. Fontebasso的“圣方济各和圣喜德朋”，G. A.佩莱格里尼的八幅画作，以及一些16〜18世纪的画作，其中之一是 提齊安諾·維伽略的作品。
当小洛希尼开始发展时，大洛希尼停滞不前。大洛希尼有一家生产帆船的造船厂，停止使用帆船以后，在小洛希尼建造了一个机动船只的新造船厂。